# 上月財団
一般財団法人上月財団（こうづきざいだん）は、東京都港区に主たる事務所を置く、スポーツ・教育・文化の振興と発展に寄与することを目的とした一般財団法人。

## 概要
コナミグループ（コナミG）会長でコナミ創業者の上月景正が次世代を担う若い人たちのためにという篤い思いのもとに私財を投じて、1982年に育英奨学事業等を目的に設立した兵庫県許可の財団法人「上月教育振興会」（1985年に「上月教育財団」に名称変更）を起源とする。2000年に「上月情報教育財団」（文部省=現・文部科学省許可）、2003年に「上月スポーツ財団」（文部科学省許可）を設立し、「上月教育財団」から事業を一部継承して行ってきたが、2005年3月に3団体を統合し、文部科学省所管の財団法人「上月スポーツ・教育財団」として再スタートを切った。さらに2013年の公益法人制度改革に伴い、「一般財団法人 上月財団」へ移行している。2022年に設立40周年を迎えた。
同財団では、スポーツ選手に対する支援・「上月スポーツ賞」表彰、国際的・全国的規模の大会や競技会の開催に対する助成を行うなどのスポーツ関連事業の他、クリエイターを目指す若い世代への助成や、公益の増進を目的とする事業を行っている。
コナミGの主要株主であり、財団の運営もコナミG株式の配当金によって行われている。

## スポーツ選手支援事業
日本を代表し、将来が期待されるスポーツ選手・指導者に対して競技能力の向上を図り、スポーツ活動に打ち込める環境を整えるための支援を行っている。
第1回（2002年度）から第23回（2024年度）までの支援対象者は、延べ1,490人を超える。第23回は、水泳・体操・柔道・スキー・スケート・陸上・バレーボール・卓球・テニス・バドミントン・フェンシング・ゴルフ・スポーツクライミング・eスポーツの14競技から、優れた素質を持つジュニア選手を含む80名が支援対象者に選ばれた。

## 上月スポーツ賞
財団から支援を受けている選手・指導者を対象に、オリンピック競技大会・世界選手権大会等において、優秀な成績を収めた選手・指導者へ上月スポーツ賞を授与しており、2003年度から2024年度までの受賞者は、延べ360名を超える。
同賞のうち、オリンピック競技大会で金メダルを獲得した選手には、その栄誉を称え上月スポーツ大賞が贈られている。
賞の概要および受賞者一覧については「上月スポーツ賞・上月スポーツ大賞」を参照のこと。

## スポーツ団体・競技大会助成事業
スポーツ競技統括団体等が実施する国際的または全国的規模の大会や競技会の開催に対して助成している。
2004年度から2023年度までに助成した大会の数は450件超。オリンピックや世界大会の日本代表選考を兼ねた大会も多い。

### 助成している主な大会
- 日本選手権水泳競技大会 競泳競技／アーティスティックスイミング競技
- 全日本体操個人総合選手権大会
- 全日本体操競技種目別選手権大会
- 全日本体操競技団体選手権大会
- 全日本柔道選手権大会
- FISジャンプワールドカップ札幌大会
- 全日本スピードスケート距離別選手権大会
- 日本陸上競技選手権大会
- 全日本卓球選手権大会
- 全日本テニス選手権
- 全日本総合バドミントン選手権大会
- 国民スポーツ大会／国民スポーツ大会冬季大会

## クリエイター育成事業
クリエイター（デジタルアーティスト・イラストレーター・漫画家等）を目指している15歳から25歳くらいまでの方を助成している。
第1回（2004年度）から第21回（2024年度）までに延べ700名が助成を受け、多数のクリエイターが第一線で活躍している
。

### 助成していた主なクリエイター
| あずみきし       | 漫画家             | 死役所 |
| ＠カリカリうめ   | 漫画家             | 竜と歩む成り上がり冒険者道～用済みとしてSランクパーティから追放された回復魔術師、捨てられた先で最強の神竜を復活させてしまう |
| 岩ちか           | 漫画家             | こんな初恋 cue -初恋短編集- 婚約生 シュシュ恋 Jewelry-はねと小鳥の素晴らしき日々- |
| 門脇康平         | アニメーション作家 | 実写素材や立体のマテリアルをアニメーションに融合させる独特の映像スタイルによって重厚感のある作品を制作。 主な代表作は、YOASOBI「優しい彗星」MV、ケツメイシ「夜空を翔ける」MV                                                     |
| くさかべゆうへい | 漫画家             | 白山と三田さん |
| サイトウミチ     | 漫画家             | お気の毒ですが、冒険の書は魔王のモノになりました。 魔法の契約いちご★ぷろみす 男塾外伝 紅!!女塾 姫野さん、くいだおれる。 復讐完遂者の人生二周目異世界譚                                                                           |
| 田中美妃         | アニメーション作家 | 2008年『RUN RA RUN』でBACA-JA2008特別賞 毎日学生デザイン賞等受賞 NHK Eテレ『0655』『2355』日めくりアニメーション |
| 寅ヤス           | 漫画家             | サイクロプス少女さいぷ～ |
| 藤村緋二         | 漫画家             | 神さまの言うとおり 神さまの言うとおり弐 グラシュロス 愛しています、キョーコさん。 永久×バレット 新湊攻防戦 もしも徳川家康が総理大臣になったらー絶東のアルゴナウタイー 真の安らぎはこの世になく -シン・仮面ライダー SHOCKER SIDE- |
| 渡辺一平         | 漫画家             | ハコネのネコハ |

## 教育・文化・社会支援事業
教育・文化の振興と発展に寄与し、より良い社会の形成等、公益の増進を目的とする事業を推進する団体等に対して支援している。

### 助成実績
- 大昆虫展 in 東京スカイツリータウン
- 「JAPAN SPORT OLYMPIC SQUARE」竣工記念 ガラススクリーン
- AUTUMN GINZA 『新富座こども歌舞伎』泰明小学校公演
- 全国高等学校ロボット競技大会
- 東京藝術大学大学院映像研究科DVD制作

## その他
- 1992年11月 - 兵庫県社会賞を受賞
- 1996年5月 - 上月景正理事長が兵庫県文化功労者表彰を受賞
- 2010年11月 - 文部科学大臣よりスポーツ功労団体表彰を受賞[3]
- 2013年8月 - 文部科学大臣よりスポーツ功労団体表彰を受賞[4]
- 2014年12月 - 日本ゴルフ協会より感謝状を受領
- 2015年4月 - 全日本スキー連盟より感謝状を受領
- 2016年9月 - 日本水泳連盟より感謝状を受領
- 2019年5月 - 日本スポーツ協会・日本オリンピック委員会より感謝状を受領[5]
- 2021年6月 - 日本テニス協会より特別感謝状を受領[6]
- 2021年7月 - 日本卓球協会より感謝状を受領[7]